# Salomon Munk

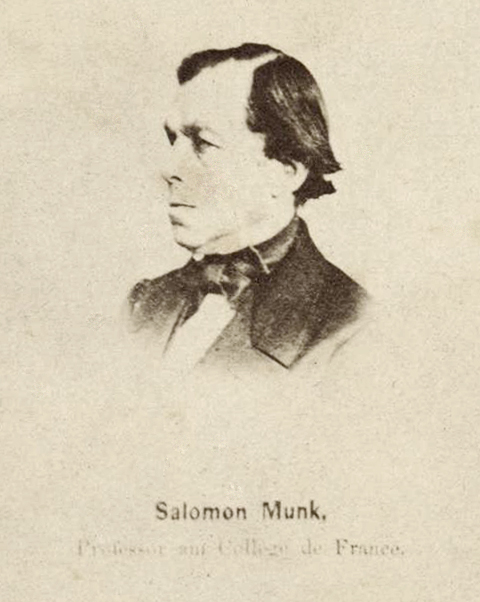
Salomon Munk

Salomon Munk (Głogów -Baja Silesia-, 14 de mayo de 1803 - París, 5 de febrero de 1867) fue un erudito orientalista francés de origen prusiano. Fue un gran conocedor del caldeo, el árabe, el siríaco y el persa, además de conocer las lenguas europeas, y por último el sánscrito. Fue miembro de la Academia de las inscripciones y lenguas antiguas y formó parte del Colegio de Francia.

## Primeros años
Recibió su instrucción fundamental de su padre, famoso rabino en la comunidad judía local, de quien aprendió el hebreo. Cuando muere su padre, siguió los cursos de Talmud del rabino Jacob Joseph Oettinger. A los 14 años era capaz de oficiar como ba'al ḳore (lector de la Toráh) en la sinagoga de Malbish 'Aroumim de Baja Silesia. 
En 1820, en Berlín, entabló amistad con Leopold Zunz y con el filólogo August Wilhelm Zumpt. Estudió tanto el latín como el griego con Eduard Gans. Dos años más tarde, ingresó en el Joachimsthaler Gymnasium, pagándolo él mismo con sus beneficios obtenidos como profesor privado. En 1824 ingresó a la Universidad de Berlín y siguió cursos con Philipp August Böckh, con Georg Wilhelm Friedrich Hegel y, sobre todo, con Franz Bopp. 
Dado que los judíos no podían en esa época acceder a posiciones de la función pública en Prusia, Munk abandonó la universidad sin haber obtenido diploma alguno, y pasó un semestre en la Universidad de Bonn, donde estudió árabe con Georg Wilhelm Friedrich Freytag y sánscrito con Christian Lassen. Al pasar por Weimar, visitó a Goethe, quien consigna tal visita en su diario.

## En París
En 1828 llegó a París con la ayuda del joven poeta Michael Beer, el hermano de Meyerbeer. Allí también vivió dando clases privadas y entre sus alumnos tuvo a Alphonse y Gustave, de la familia Rothschild. En Francia asistió a las lecciones de árabe de Silvestre de Sacy, de sánscrito de Antoine-Léonard Chézy y de persa con Étienne Marc Quatremème. 
Desde 1838, ya casado con su mujer (con quien tuvo un hijo y tres hijas) trabaja por diez años como conservador en la división oriental del departamento de manuscritos de la Biblioteca Imperial (hoy Bibliothèque Nationale de France), en París, donde estableció el catálogo de manuscritos hebreos allí conservados. Allí se dedicó al estudio de la literatura judeoárabe medieval y en particular a las obras de Maimónides, y tradujo la más conocida de sus obras, la Guía de los perplejos (en francés: Guide des Égarés), que aún hoy es una obra de referencia. Su método consiste en partir directamente de la obra judeoárabe original, y suplementar los textos disponibles en la Biblioteca imperial con los textos que él había copiado en Oxford. En paralelo, se consagró al estudio de Aristóteles, autor a quien Maimónides cita constantemente en su obra. De este modo, reunió las condiciones y el material necesario para realizar una traducción anotada que publicó en tres volúmenes (en 1856, 1861, y 1866).
Realizó otros trabajos, como una nueva traducción de la Biblia, demostró la identidad del filósofo Avicebrón con Salomon ibn Gabirol. Después de publicar el catálogo de manuscritos hebreos del Oratorio, lo secundó Joseph Derenbourg.

## En Egipto por el Asunto de Damasco
En 1840, el padre Thomas, jesuita, y su valet musulmán Ibrahim desaparecieron en un barrio de Damasco. Después de una comunicación confidencial del embajador francés, los judíos locales fueron acusados de cometer crímenes rituales. Una delegación judía fue enviada a Egipto, y estaba compuesta por el embajador británico Moïse Montefiore, el abogado Adolphe Crémieux y el orientalista Salomon Munk -por su conocimiento del árabe-. Fue gracias a este último -aunque el mérito fue, según algunos, de Louis Loewe)- que se descubrió que la palabra justicia había sido substituida por la palabra gracia en el firman -decreto real- de Mehemet Ali, el que había exculpado a los acusados del crimen de muerte ritual (sacrificio). Gracias, en gran medida, a sus esfuerzos fue que en las escuelas judías de Egipto se copió el modelo europeo de instrucción.
En el Cairo Munk adquirió una gran cantidad de manuscritos árabes y 14 manuscritos hebreos para la Bibliothèque impériale. A su retorno, Munk fue elegido como secretario del Consistorio central israelita de Francia. 

## Últimos días
El 3 de diciembre de 1858 fue elegido miembro de la Academia de la Académie des inscriptions et belles-lettres. En 1864, sucediendo a Ernest Renan, fue nombrado profesor de lenguas hebraicas, caldeas y siríacas del Colegio de Francia.
Entre 1834 y 1838 colaboró con el periódico Le Temps con artículos sobre lieteratura bíblica, hebrea y sánscrita. También merecen mención sus interpretaciones de inscriptiones fenicias en Marsella y sobre el sarcófago de Eshmun'azar, rey de Sidón, que descifró después de haber perdido la vista, así como el descubrimiento del manuscrito de la descripción de la India por Al-Biruni, escrita durante los comienzos del siglo XI, y su carta a François Arago sobre una cuestión de historia de la astronomía, que le dio comienzo a una controversia entre Jean-Baptiste Biot y Sédillot
Su mayor fama de erudición provino de su edición, a partir de manuscritos árabes, de la gran obra de Maimónides, la Guía de los perplejos (Moreh Nevoukim), que publicó en 3 volúmenes a partir de 1856.
Munk tuvo influencia en Victor Cousin. 

## Obras
Entre sus obras pueden encontrarse: 
- Le guide des égarés: traité de théologie et de philosophie, par Moïse ben Maimoun, dit Maïmonide, A. Franck, Paris, 1861: disponible aquí o aquí.
- "Reflexions sur le Culte des Anciens Hébreux", en el vol. IV de la Biblia de Samuel Cahen.
- "Notice sur R. Saadia Gaon et sur une Version Persane d'Isaie", Ídem, en el vol. IX.
- "Palestine, Description Géographique, Historique et Archéologique," in L'Univers Pittoresque, 1845 (traducida al alemán por M. A. Levy, 1871-72).
- Mélanges de philosophie juive et arabe, A. Franck, Paris, 1859: , y reeditado: Vrin, Paris, 2000. ISBN 2-7116-8169-6.
- Notice sur Abul Walid Merwan ibn Djanah et d'Autres Grammairiens Hébreux du X. et du XI. siècle, 1850-1851.
- "Rapport sur les Progrès des Etudes Sémitiques en France de 1840-1866," en Recueil de Rapports de la exposición de 1867.

- Datos: Q66292
- Multimedia: Salomon Munk / Q66292